# Ziemestalbrücke

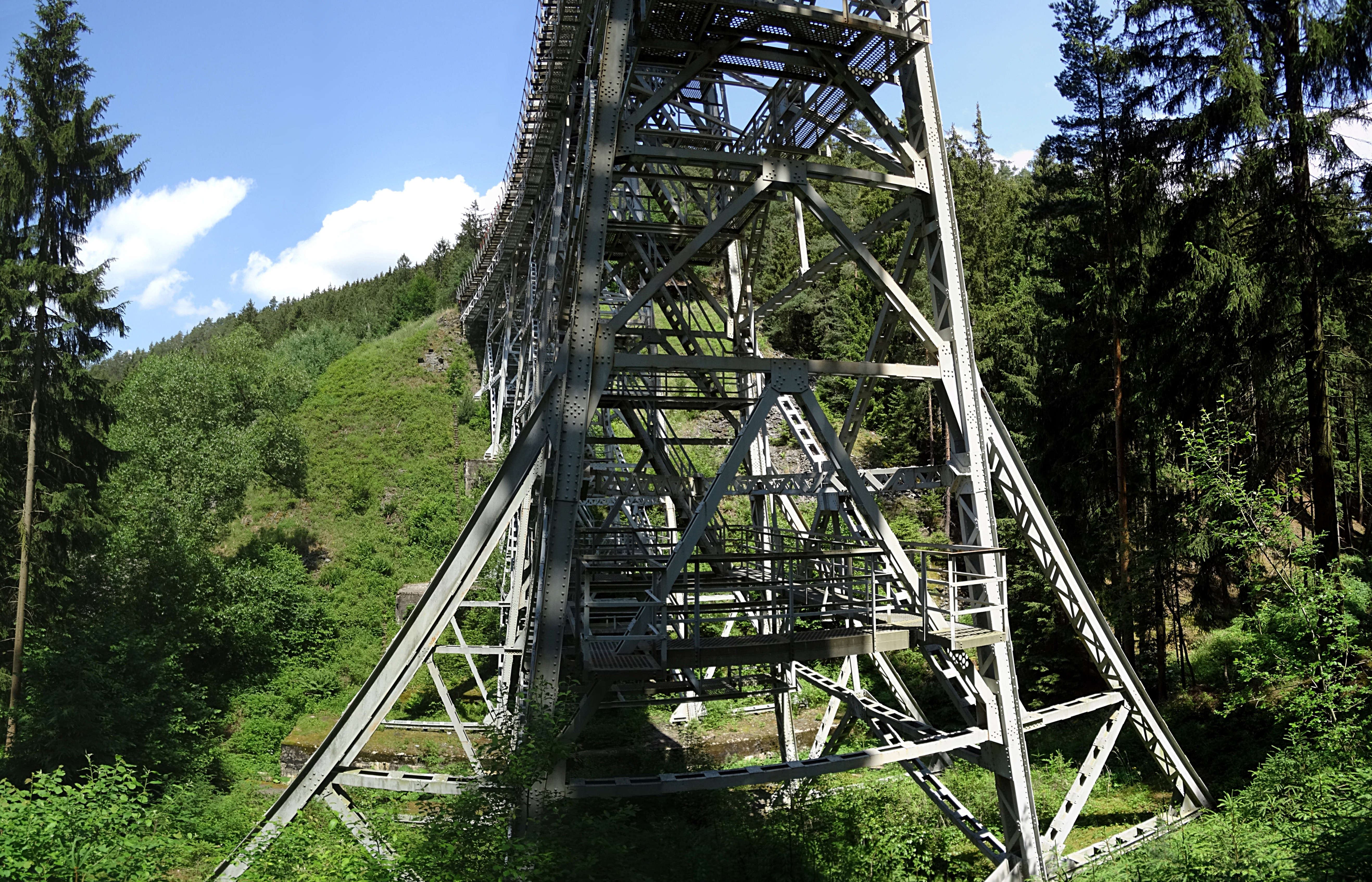
Panorama-Blick nach Norden

Die Ziemestalbrücke ist ein 115 Meter langer und 32 Meter hoher Viadukt der Bahnstrecke Triptis–Marxgrün in Thüringen, der zwischen 1893 und 1895 erbaut wurde. Sie führt auf fünf Gerüstpfeilern in leichtem Bogen über den Ziemesgrund zwischen Ziegenrück, Altenbeuthen und Remptendorf. Amtlich gehört der Viadukt zur Gemeinde Remptendorf. Er ist eingleisig und besteht vollständig aus Stahl. Die Brücke verläuft in einer Kurve mit einem Radius von 193 m und mit einem Gefälle von 20 Promille. Um höhere Geschwindigkeiten zuzulassen, ist der Brückenkopf geneigt.

## Geographie
Die Ziemestalbrücke befindet sich in einer Waldfläche des Saale-Orla-Kreises. Sie liegt in einem Gebiet, das im Norden und Osten von zahlreichen Saale-Talsperren umschlossen wird.
Es gibt kaum Siedlungen in unmittelbarer Nähe zur Ziemestalbrücke; die nächstgelegenen sind Ziegenrück, Altenbeuthen und Remptendorf.
Etwa einen Kilometer südwestlich liegt die Ruine der Wysburg.

## Geschichte

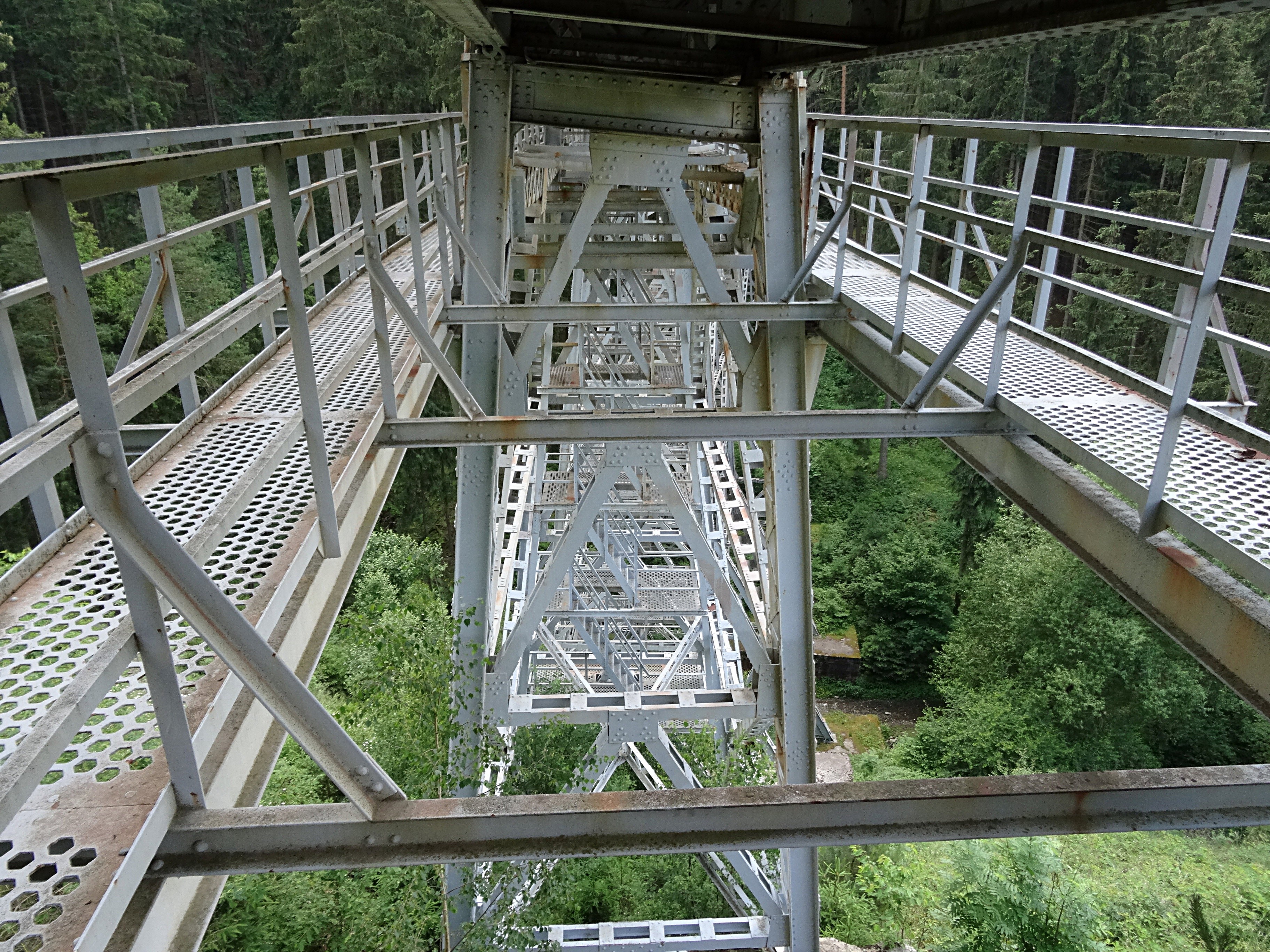
Der geneigte Brückenkopf erlaubt eine höhere Geschwindigkeit.

Als die für das Reußische Oberland wichtige Bahnstrecke gebaut werden sollte, stießen die Planer auf politische Schwierigkeiten. Widerstand kam vor allem aus der Bevölkerung, da diese dafür Flurstücke abtreten sollte. Nach jahrzehntelangen Verzögerungen wurde schließlich ein Streckenverlauf gewählt, der kaum politischen Widerstand, jedoch einen hohen technischen Aufwand bedeutete. Durch die zahlreichen Talhänge in der Region waren viele Tunnel, Brücken und Viadukte erforderlich. Die größte technische Herausforderung stellte die Ziemestalbrücke dar. Wegen der hohen Transportkosten ins Ziemestal kam Stein als Baumaterial nicht in Frage. Man entschied sich also für Stahl, welches damals das modernste Baumaterial war.
Im Herbst 1893 wurde mit dem Bau der Fundamente und Widerlager begonnen. Ein Jahr später wurde der Viadukt schließlich fertiggestellt. Der Ziegenrücker Kreisanzeiger berichtete 1894:

„Ein schwieriges Stück Arbeit, der eiserne Viadukt […] ist im Laufe der vergangenen sechs Monate fertiggestellt worden. Diese vollständig in Eisenkonstruktion ausgeführte Brücke ist in Eschweiler bei Aachen hergestellt worden und hat ein Gesamtgewicht von 5.600 Centnern. Sie ruht auf 5 eisernen Pfeilern, von denen jeder aus 4 etwas schräg stehenden Säulen besteht, die mehrmals horizontal und gekreuzt verankert sind. […] Beim Bau dieses Viadukts war der Umstand erschwerend, daß dieselbe in einer mäßigen Kurve läuft. […] Die Brücke, auf welcher bereits der Schienenstrang liegt, macht einen wirklich großartigen Eindruck und ist ein sehenswertes Meisterwerk der Eisenindustrie und zugleich der Baukunst.“

Im Juni 1895 wurde der Viadukt durch eine Überfahrt von drei aneinandergekoppelten Lokomotiven vorschriftsmäßig erprobt. Danach konnte er schließlich eingeweiht werden. In den mittlerweile mehr als hundert Jahren seit seiner Einweihung wurde das Bauwerk mehrfach verstärkt und renoviert.
Auch wenn die Strecke in diesem Abschnitt mittlerweile stillgelegt wurde, ist die Ziemestalbrücke heute noch immer in ihrer ursprünglichen Form erhalten. Sie steht seit der Stilllegung der Strecke unter Denkmalschutz.

## Landschaft
Die Landschaft um den Viadukt ist sehr reizvoll. Außerdem hat man von dort einen sehr guten Ausblick. Die Natur im Ziemesgrund ist nahezu unberührt. Deshalb ist der Viadukt jedoch nur schwer erreichbar. Man kann nur über die Bahn selbst oder über einen versteckten Waldweg dorthin gelangen.

## Galerie

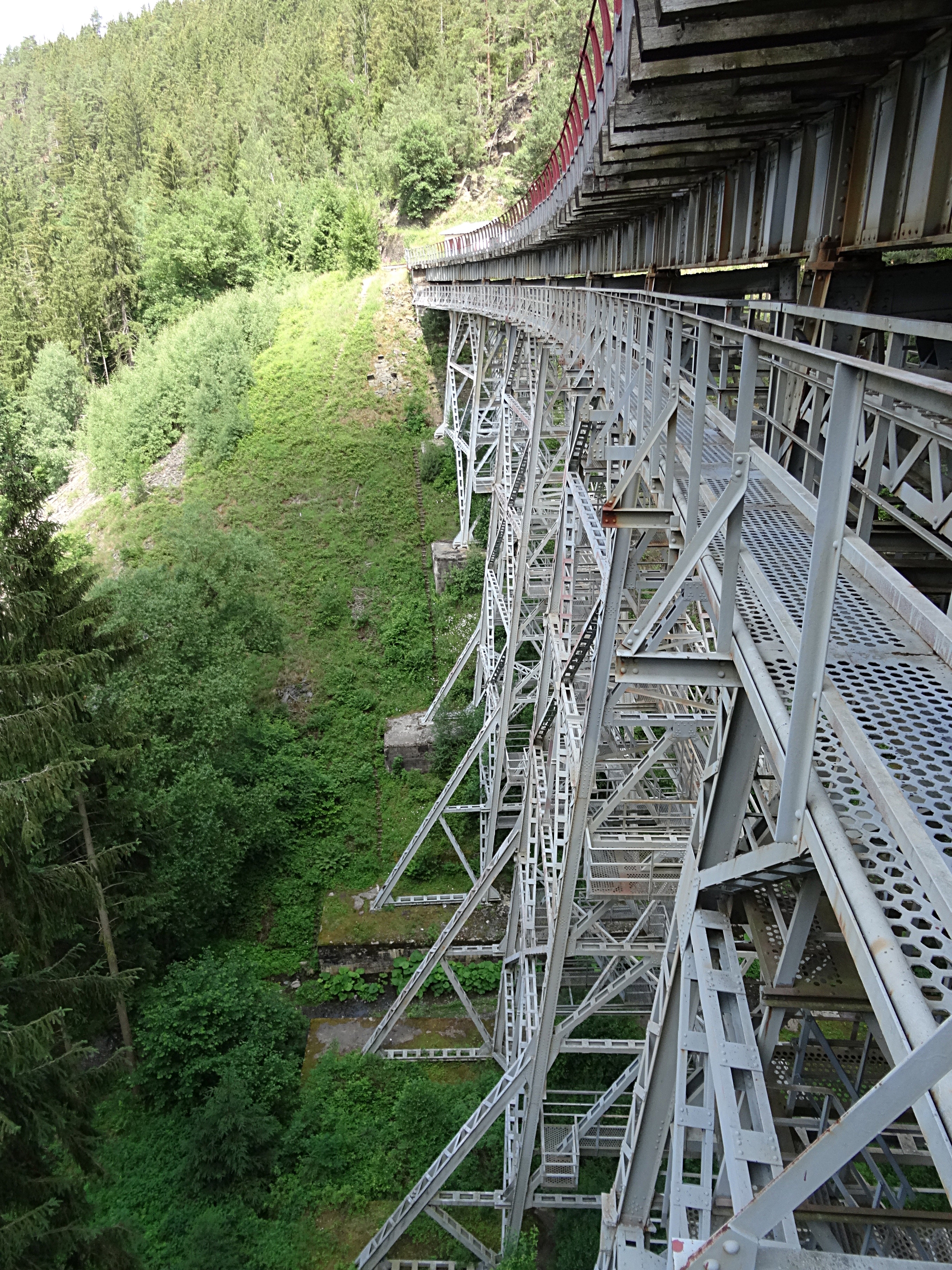
Pfeiler Westseite
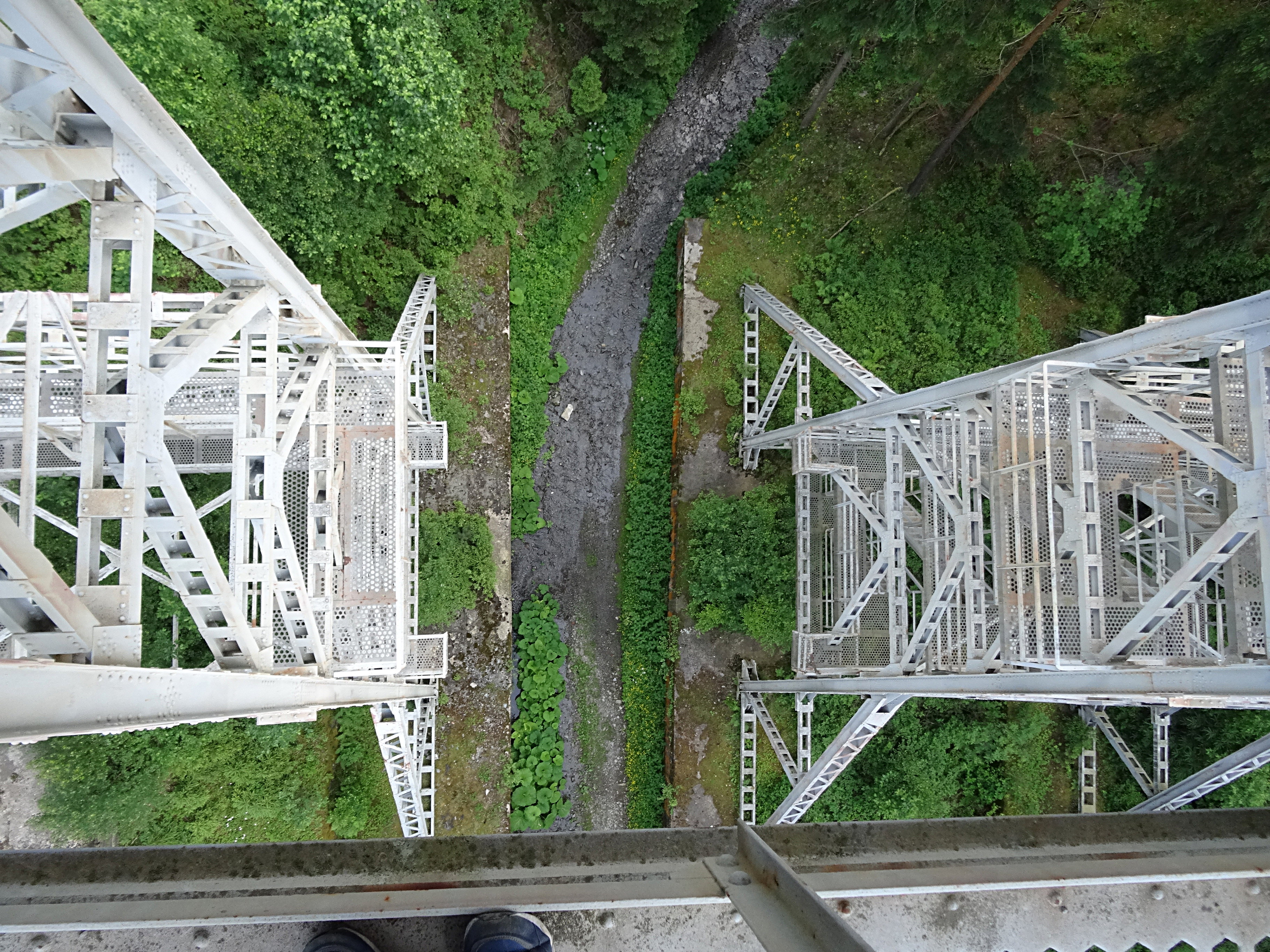
Über dem Ziemesgrund
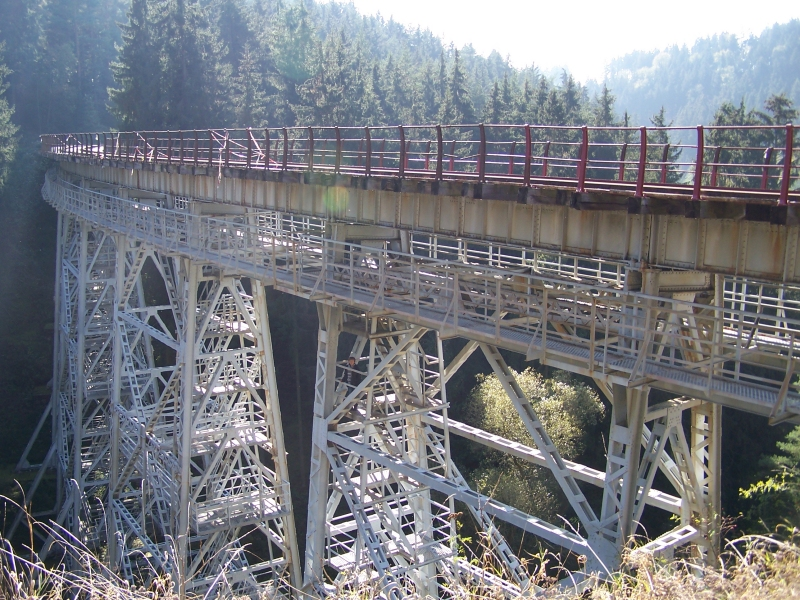
Ostseite
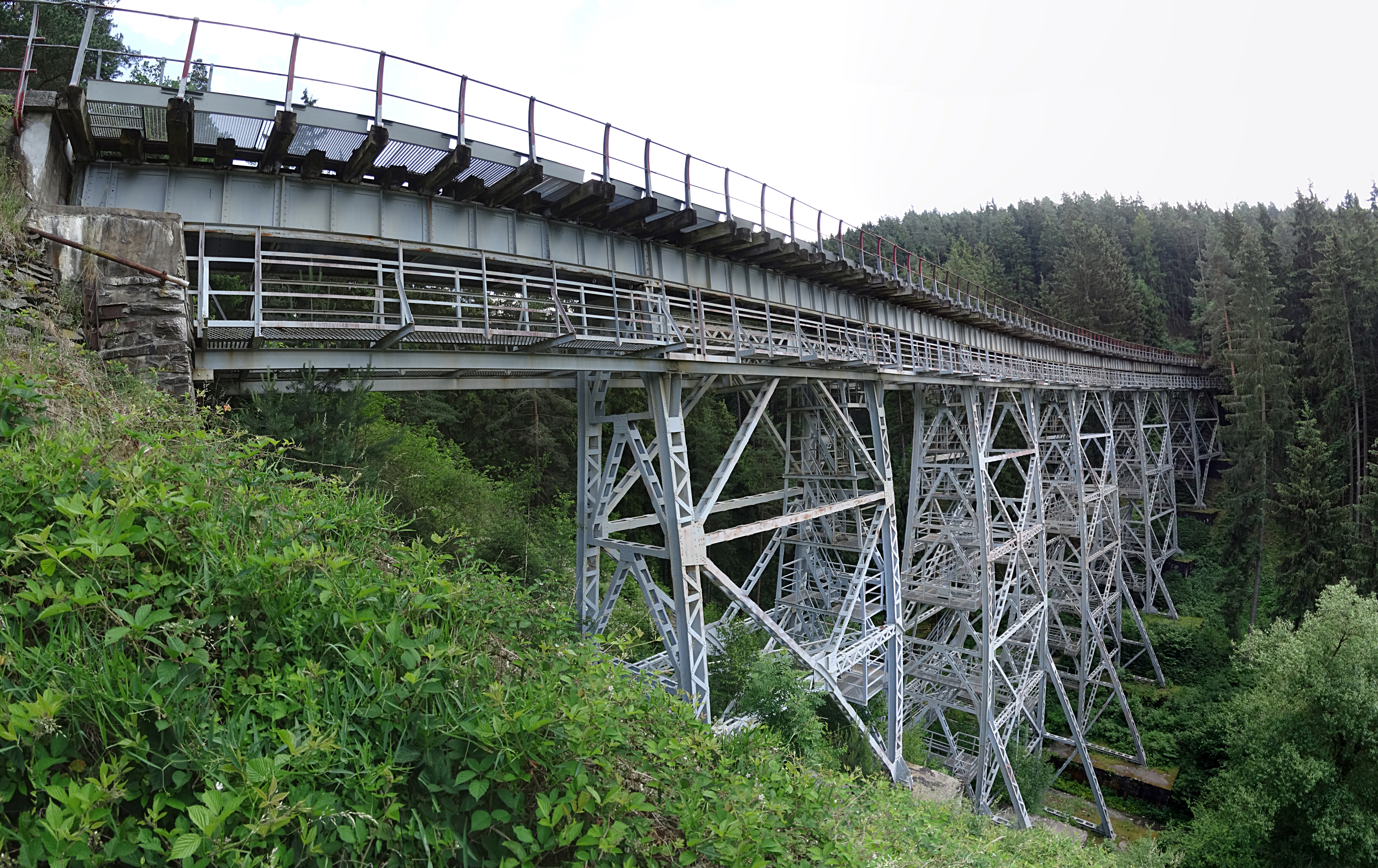
Ansicht von Nordwest
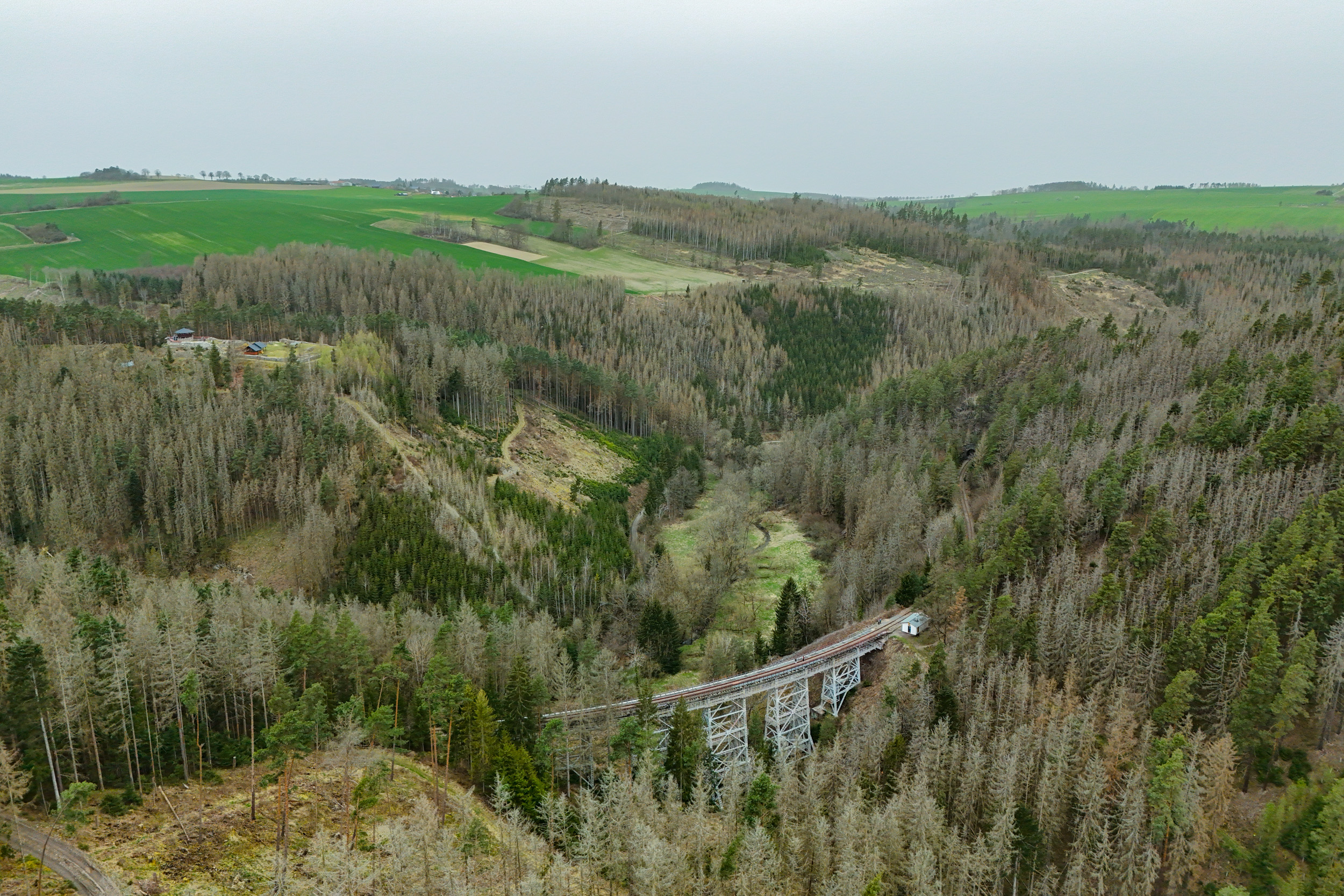
Luftbild mit Landschaft